# Chiesa di Sant'Antonio Abate (Canazei)
La chiesa di Sant'Antonio Abate è la parrocchiale nella frazione di Alba, a Canazei. Risale al XV secolo.

## Storia

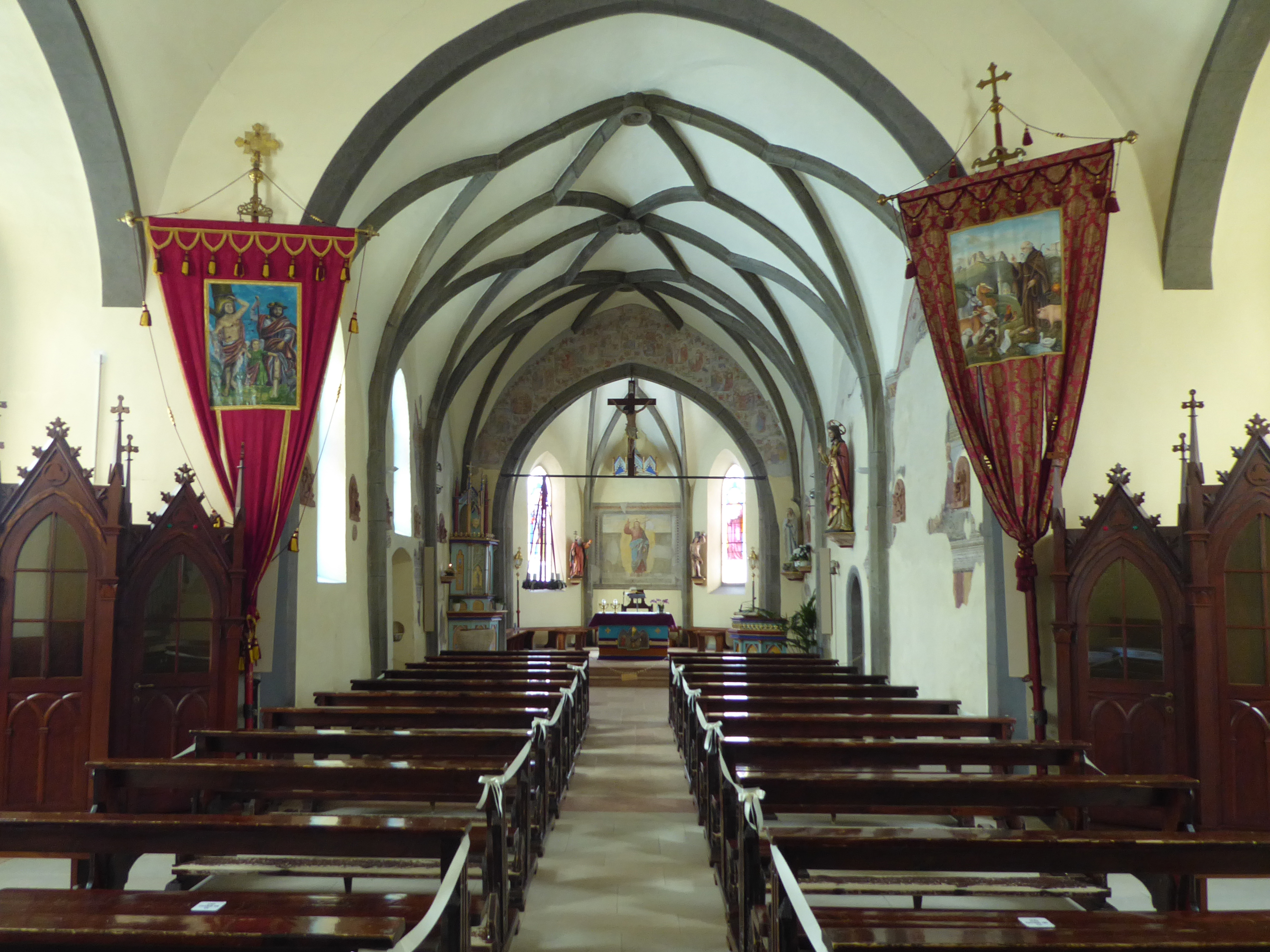
Interno

Nel 1410 Ulrich di Vienna, principe vescovo di Bressanone, concesse il permesso di costruire una piccola cappella intitolata a Sant'Antonio che potesse essere utilizzata dalla vicinia di Alba (legata alla Regola di Canazei). L'edificio venne ultimato solo nel 1455, e comprese sin da subito anche la torre campanaria, allora con accesso diretto dalla sala della chiesa.
Nel XVI secolo l'edificio venne ampliato con un allungamento ed allargamento della navata, inoltre vennero costruiti il nuovo presbiterio e furono sistemate le volte. Dopo l'ampliamento gli interni vennero affrescati e molti di questi lavori in seguito vennero imbiancati.
La consacrazione, officiata dal vescovo ausiliario Biagio Aliprandini da Livo di Bressanone, venne celebrata nel 1561.
Ottenne dignità curiaziale nel 1692.
All'inizio del XIX secolo venne ampliata, con la realizzazione di una nuova facciata. Fu sostituita anche la pavimentazione della sala.
Nel 1818 la chiesa passò dalla diocesi di Bressanone a quella di Trento e, nel 1856 venne ristrutturata la torre campanaria. Il secolo si concluse col rifacimento del tetto.

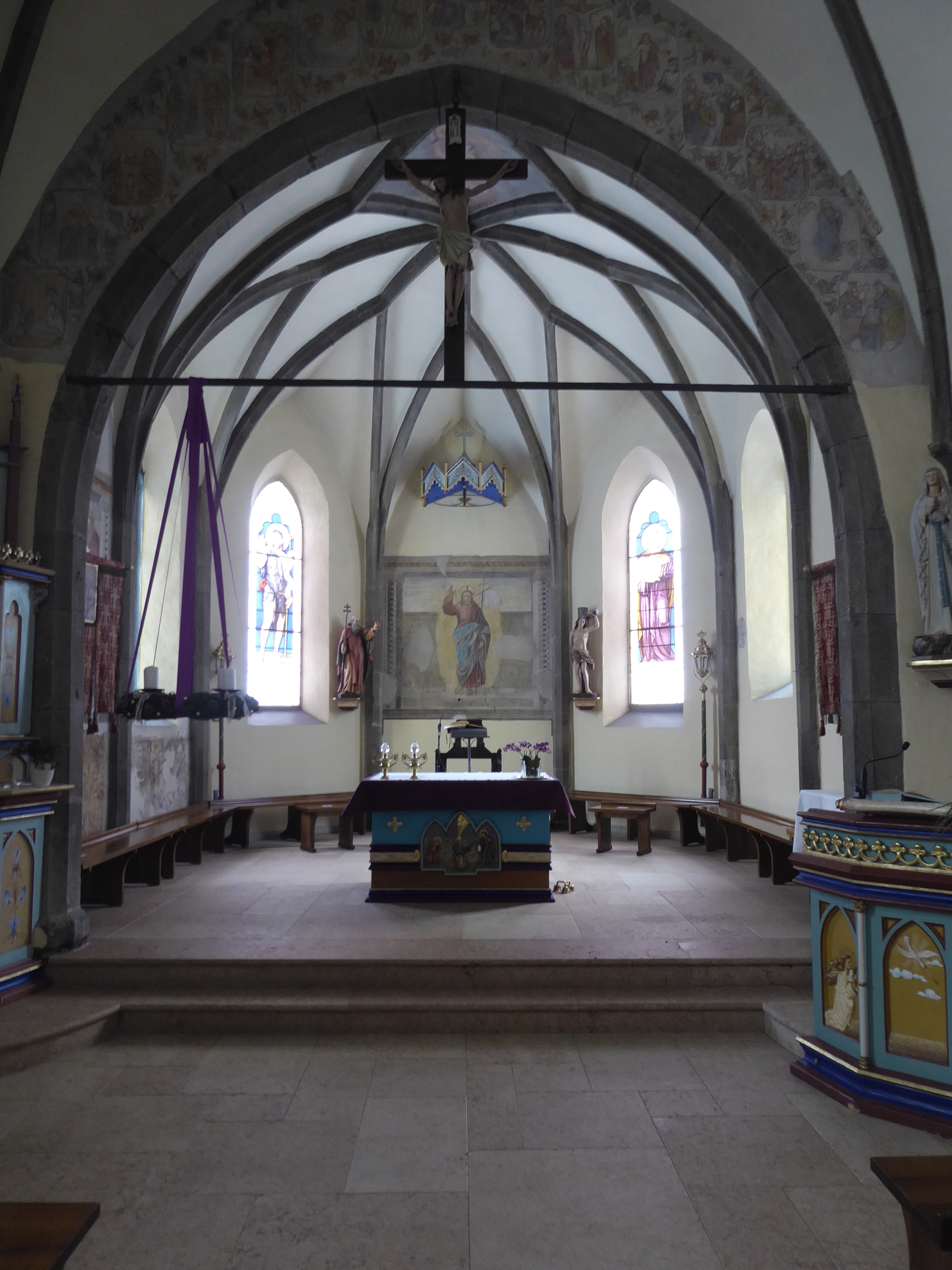
Presbiterio

Nel XX secolo gli interni vennero decorati e, in seguito, queste opere pittoriche vennero imbiancate.
Dopo la fine del primo conflitto mondiale, nel 1919, venne istituita la parrocchia ad Alba di Canazei, con dedicazione a Sant'Antonio abate.
Nel secondo dopoguerra l'edificio venne riparato dai danni subiti durante le incursioni dell'aviazione alleata e la navata venne ulteriormente allungata, con l'erezione di un nuovo prospetto.
A partire dalla seconda metà del secolo vennero realizzati vari interventi che portarono a migliorie ed adeguamenti, come l'installazione di un nuovo impianto di riscaldamento, la sostituzione della pavimentazione, la revisione degli intonaci, la tinteggiatura ed il rifacimento del tetto.
L'ultimo restauro conservativo si è realizzato nel 1992.